# Moment angular total
En mecànica quàntica, el nombre quàntic del moment angular total parametritza el moment angular total d'una partícula donada, ja que combina el seu moment angular orbital i el moment angular intrínsec, és a dir el seu espín.
El moment angular total correspon a l'invariant Casimir de l'àlgebra de Lie SO(3) del grup de rotació tridimensional.
Prenent s com el vector moment angular d'espín d'una partícula, i ℓ el seu vector moment angular orbital, es defineix el vector moment angular total j com:
{\displaystyle \mathbf {j} =\mathbf {s} +{\boldsymbol {\ell }}~.}
El nombre quàntic associat és el nombre quàntic principal del moment angular total j. Aquest nombre pot prendre valors enters en el següent rang:
{\displaystyle |\ell -s|\leq j\leq \ell +s}
on ℓ és el nombre quàntic azimutal i s és el nombre quàntic d'espín, que parametritzen el moment angular orbital i d'espín.
La relació entre el vector moment angular total j i el nombre quàntic del moment angular total j ve donat per la relació (vegeu nombre quàntic del moment angular)
{\displaystyle \Vert \mathbf {j} \Vert ={\sqrt {j\,(j+1)}}\,\hbar }
La component z del vector ve donat per
{\displaystyle j_{z}=m_{j}\,\hbar }
on mj és el nombre quàntic secondari del moment angular total, i {\displaystyle \hbar } és la constant de Planck reduïda. Aquesta pren valors enters des de −j fins a +j. Això són 2j + 1 valors totals diferents de mj.